# Disticholiparis
Disticholiparis is een geslacht van bijna veertig soorten orchideeën uit de onderfamilie Epidendroideae. Het geslacht is afgescheiden van Liparis.
Het zijn middelgrote, epifytische of terrestrische planten met een solitair blad en een kegelvormige bloeiwijze, die voorkomen in bemoste bossen in Azië en Madagaskar.

## Naamgeving enetymologie
- Synoniem: Stichorkis Thouars (1822)

De botanische naam Disticholiparis is een samenstelling van Oudgrieks δίστιχος, distichos (tweerijig) en de geslachtsnaam Liparis.

## Kenmerken
Disticholiparis-soorten zijn middelgrote, epifytische of zelden terrestrische planten met één solitair, apicaal, lijnlancetvormig blad, een compacte, afgeplatte kegelvormige tros met tientallen kleine bloemen en twee rijen kleine, lancetvormige tot ovale, dakpansgewijs gerangschikte, lancetvormige schutblaadjes.
De bloemen zijn tot 1,5 cm groot, kortlevend, een voor een opengaand, de kelk- en kroonblaadjes teruggebogen, de bloemlip rechtopstaand of scherp teruggebogen, met een basale callus met eronder een nectarklier. Het gynostemium is rechtopstaand, en kort en stevig of lang, slank en licht gebogen.

## Taxonomie
Disticholiparis werd van Liparis afgescheiden door Margońska en Szlachetko in 2004.
Het geslacht telt in de huidig geaccepteerde indeling 38 soorten, waarvan de meeste zijn overgekomen van het geslacht Liparis.

### Soortenlijst
- Disticholiparis anemophila (Schltr.) Marg. & Szlach. (2004)
- Disticholiparis anopheles (J.J.Wood) Marg. & Szlach. (2004)
- Disticholiparis apiculata (Schltr.) Marg. & Szlach. (2004)
- Disticholiparis araneola (Ridl.) Marg. & Szlach. (2004)
- Disticholiparis arcuata (J.J.Sm.) Marg. & Szlach. (2004)
- Disticholiparis benguetensis (Ames) Marg. & Szlach. (2004)
- Disticholiparis bibullata (J.J.Sm.) Marg. & Szlach. (2004)
- Disticholiparis biglobulifera (J.J.Sm.) Marg. & Szlach. (2004)
- Disticholiparis brunnescens (Schltr.) Marg. & Szlach. (2004)
- Disticholiparis compressa (Blume) Marg. & Szlach. (2004)
- Disticholiparis cumingii (Ridl.) Marg. & Szlach. (2004)
- Disticholiparis cyclostele (Schltr.) Marg. & Szlach. (2004)
- Disticholiparis disticha (Thouars) Marg. & Szlach. (2004)
- Disticholiparis elmeri (Ames) Marg. & Szlach. (2004)
- Disticholiparis geelvinkensis (J.J.Sm.) Marg. & Szlach. (2004)
- Disticholiparis gibbosa (Finet) Marg. & Szlach. (2004)
- Disticholiparis glumacea (Schltr.) Marg. & Szlach. (2004)
- Disticholiparis govidjoae (Schltr.) Marg. & Szlach. (2004)
- Disticholiparis gracilis (Hook.f.) Marg. & Szlach. (2004)
- Disticholiparis graciliscapa (Schltr.) Marg. & Szlach. (2004)
- Disticholiparis gregaria (Lindl.) Marg. & Szlach. (2004)
- Disticholiparis inamoena (Schltr.) Marg. & Szlach. (2004)
- Disticholiparis kerintjiensis (J.J.Sm.) Marg. & Szlach. (2004)
- Disticholiparis lamproglossa (Schltr.) Marg. & Szlach. (2004)
- Disticholiparis lingulata (Ames & C.Schweinf.) Marg. & Szlach. (2004)
- Disticholiparis magnicallosa (Ames) Marg. & Szlach. (2004)
- Disticholiparis merrillii (Ames) Marg. & Szlach. (2004)
- Disticholiparis miniata (Schltr.) Marg. & Szlach. (2004)
- Disticholiparis mucronata (Blume) Marg. & Szlach. (2004)
- Disticholiparis nebuligena (Schltr.) Marg. & Szlach. (2004)
- Disticholiparis ochrantha (Schltr.) Marg. & Szlach. (2004)
- Disticholiparis pandurata (Ames) Marg. & Szlach. (2004)
- Disticholiparis philippinensis (Ames) Marg. & Szlach. (2004)
- Disticholiparis prava (Ames) Marg. & Szlach. (2004)
- Disticholiparis propinqua (Ames) Marg. & Szlach. (2004)
- Disticholiparis pseudodisticha (Schltr.) Marg. & Szlach. (2004)
- Disticholiparis trachyglossa (Schltr.) Marg. & Szlach. (2004)
- Disticholiparis trullifera (Ames & C.Schweinf.) Marg. & Szlach. (2004)